# Moriah Asraf
Moriah Asraf (em hebraico:  מוריה אסרף; nascida em 25 de março de 1998) é uma jornalista e apresentadora israelense, correspondente de assuntos diplomáticos no canal de notícias 13 [en].

## Biografia
Asraf nasceu e cresceu em Tel Mond. Estudou na escola religiosa Tzvia em Herzliya e, durante seus estudos, apresentou um programa juvenil na emissora Reshet Aleph [es]. É graduada pelo seminário Lindenbaum [en]. Em 2017, concluiu o curso de correspondentes da rádio do exército israelense (Galei Tzahal [es]) e começou a servir como repórter jurídica na emissora.
Após ser dispensada do exército, foi nomeada correspondente de assuntos diplomáticos na Galei Tzahal.
Em 8 de maio de 2022, juntou-se à equipe de política e diplomacia do "Notícias 13" como correspondente diplomática. Em agosto de 2024, passou a apresentar a edição de notícias de sábado do canal.
Asraf é estudante de graduação em Ciência Política e História na Universidade de Tel Aviv. Em 2023, foi escolhida para a lista dos "40 abaixo de 40" do site Ice.
Em 26 de setembro de 2023, 11 dias antes do ataque surpresa do Hamas contra Israel em 7 de outubro, Asraf afirmou ao vivo no canal de notícias 13 que, no Yom Kippur, mulheres puxaram os tzitzit de judeus que rezavam na Praça Dizengoff, em Tel Aviv.
Asraf e o correspondente militar da Galei Tzahal, Doron Kadosh, administram juntos um canal no Telegram chamado "Gabinete Político-Segurança – Moria Asraf & Doron Kadosh", onde atualizam sobre temas diplomáticos e de segurança.
Em novembro de 2024, começou a apresentar o podcast "Governo das Sombras" junto com o repórter parlamentar Yuval Segev, que trata da vida política em Israel e revela bastidores do trabalho dos dois.
Em março de 2025, passou a apresentar com Eyal Berkovic um programa semanal de televisão, "Moria & Berko", no Canal 13. Durante a Guerra dos 12 Dias contra o Irã, o programa passou a ser transmitido diariamente.

### Vida pessoal
Em 2019, ficou noiva de Nahum Wolberg, porta-voz do Ministro da Justiça Yariv Levin, que conheceu durante o serviço militar conjunto na Galei Tzahal. Após o término do serviço, eles se casaram. Em 2024, eles se divorciaram.